# Kriegstrauma
Kriegstrauma (englisch Combat stress reaction (CSR)) bezeichnet eine gravierende Veränderung im Verhalten von Personen nach Kriegserlebnissen, die in der Regel durch ein Trauma (auch psychisches, seelisches oder mentales Trauma oder Psychotrauma) hervorgerufen werden und von dem Soldaten (nach dem Krieg – „Veteranen“), aber auch Zivilisten betroffen sein können. Dabei handelt es sich nicht um schnell vorübergehende akute Belastungsreaktionen, sondern um überwiegend langfristige Störungen.

## Etymologie und Begriffsentwicklung
Im deutschsprachigen Raum wurden auch die Begriffe Kriegshysterie oder Kriegsneurose verwendet. Die Begriffe stammen aus der Traumaforschung, Psychotraumatologie, Kriegspsychiatrie und Militärpsychologie des Ersten Weltkriegs, die in ihrer Entwicklung nicht nur als somatische, sondern auch als soziale Krankheiten beschrieben werden und die Mentalität einer ganzen Generation beeinflusst habe. Die während und kurz nach dem Ersten Weltkrieg Heranwachsenden wurden sogar als Verlorene Generation (en: Lost Generation) bezeichnet.
Erstmals in großer Zahl wurde im Ersten Weltkrieg mit seiner auf allen Seiten verbreiteten Militärdoktrin des Angriff bis zum Äußersten, insbesondere nach Trommelfeuer oder Nahexplosionen, anhaltende Störungen bei den Soldaten registriert, welche in der deutschen Reichswehr als Kriegszittern, im englischen als shell shock (de: Granatenschock) bzw. battle fatigue, im französischen als obusite und im spanischen als Fatiga de combate („Kampfmüdigkeit“) bezeichnet wurden. Nach dem Einsatz von Giftgas benutzen die Engländer auch den Begriff gas neurosis (de: Gas-Neurose).
Ursprünglich wurden diese Vorkommnisse nur offiziell registriert, wenn die betroffenen Soldaten direkt kampfunfähig geworden waren. Eine psychologische Wirkung bei Waffeneinsätzen wurde bereits angenommen und sollte den Gegner insbesondere durch andauernden Beschuss auch psychologisch und moralisch schwächen.
Innere Verletzungen durch Explosionen waren bereits länger bekannt und solche durch Granaten konnten noch in einer Entfernung von mehr als 10 Metern zu Rissen in inneren Organen führen, weshalb damals auch davon ausgegangen wurde, dass die Gehirne der auffällig gewordenen Soldaten verletzt worden sein könnten, auch wenn keine äußeren Verletzungen (Knalltrauma etc.) vorlagen. Jüngere Untersuchungen legen nahe, dass Personen, die im Krieg schweren Explosionen ausgesetzt waren, tatsächlich Hirnschäden davongetragen haben.
Nach dem Vietnamkrieg wurden zum ersten Mal auch psychologische Auswirkungen registriert, die nicht nur während, sondern häufig erst nach dem Ende einer Dienstzeit bemerkt wurden. Mit der neuen Diagnosemöglichkeit der Posttraumatischen Belastungsstörung (PTBS) wurde bald festgestellt, dass sich auch diese Symptome von Soldaten und Kriegsveteranen damit abbilden lassen und seit 1980 sind PTBS-Diagnosen als Berufskrankheit für Soldaten in den USA anerkannt. (PTBS war in diesem Jahr in den psychiatrischen Diagnoseschlüssel Diagnostic and Statistical Manual of Mental Disorders DSM III aufgenommen worden.)
Unter Veteranen ist die Selbstmordrate höher als unter anderen Bevölkerungsgruppen. Dies zeigte sich zum Beispiel nach beiden Irakkriegen und bei Heimkehrern aus dem Afghanistankrieg.
Jeder zehnte britische Strafgefangene und vierte US-amerikanische Obdachlose ist Veteran.
Von einem Kriegstrauma, ob nun im engeren Sinne einer PTBS oder anderen Nachwirkungen, können auch zivile Bevölkerungsgruppen betroffen sein:
- die Bewohner einer von einem Feuersturm verwüsteten oder (wiederholten) Luftangriffen betroffenen Stadt
- Kinder (siehe Kriegskind, Kriegskind (Deutschland), Kindersoldat)
- Menschen, die Angehörige im Krieg durch Tod verloren (Witwe, Waise)
- Frauen, die während des Krieges vergewaltigt wurden.[6]
- Reporter, die während ihrer Kriegsberichterstattung dem gleichen Stress ausgesetzt waren, wie reguläre Soldaten.

Es zeigt sich, dass die erlittenen Traumata im Wege der transgenerationalen Weitergabe auch an die nachfolgenden Generationen, die selbst an dem Geschehen keinen eigenen Erlebnisanteil hatten, weiter gegeben werden und auf diese Weise lange in der Gesellschaft nachwirken.

## Symptomatik
Die am meisten genannten und auftretenden Verhaltensweisen und Begleitumstände einer Combat stress reaction (CSR), die als erstes bei einer betroffenen Person bemerkt werden, sind:
- Veränderte Reaktionszeit oder dessen Wahrnehmung
- Verlangsamung im Denken
- Auffälligkeiten im allgemeinen Verhalten und der Prioritätensetzung
- Beschäftigung mit Nebensächlichkeiten und persönlichen Befindlichkeiten
- Schwierigkeiten und Abbrüche in und bei der Konzentration
- Antriebslosigkeit und Gleichgültigkeit
- Erschöpfungszustände

Diese Verhaltensänderungen können von diversen körperlichen Symptomen begleitet werden; u. a.:
- Herzrhythmus- und Kreislaufstörungen
- Allgemeine Verspannungen und Rückenschmerzen
- Schweißausbrüche
- Zittern
- Appetitlosigkeit
- Hyperventilation
- Albträume und Flashbacks
- Unmöglichkeit sich zu entspannen
- Harninkontinenz, Enuresis
- Unwohlsein und Ermüdung

Nicht selten nehmen diese Beschwerden im Alter zu oder werden im Ruhestand stärker wahrgenommen als zuvor in der Zeit der Berufstätigkeit.
Manche Menschen erleben eine Traumareaktivierung: sie erinnern sich plötzlich wieder an früheres Leid, was z. B. durch Fernsehbilder von jeweils aktuellen Kriegen ausgelöst werden kann (z. B. Zweiter Golfkrieg (1991), Kosovokrieg (1989/99) oder Irakkrieg (2003)). Plötzlich werden Menschen von ihrer Vergangenheit eingeholt.

## Geschichte

### Mesopotamien
Auf alten Tafeln mit Keilschriften aus Mesopotamien, die auf 3000 v. Chr. zurückreichen, wurden Beschreibungen gefunden, die auf Kriegstraumata hindeuten. Die Krieger galten als von Geistern verflucht.

### Antike und Mittelalter
Der griechische Philosoph Heraklit (um 520–um 460 v. Chr.) bezeichnet den Krieg als Vater aller Dinge, der Götter und Menschen, Freie und Sklaven trennt:

„Der Krieg ist der Vater aller Dinge und der König aller. Die einen macht er zu Göttern, die andern zu Menschen, die einen zu Sklaven, die andern zu Freien.“

Pindar  (522 oder 518-446 v. Chr.) formuliert dagegen die Schrecken eines Krieges, welche nur derjenige kennt, der ihn erlebt hat:

„Süß dünkt der Krieg den Unerfahrenen; doch, wenn er nahet; über die Maßen erschrickt das Herz; des der ihn kennet“

Herodot berichtet von einem Krieger aus Athen, der erblindete, weil er 490 v. Chr. Zeuge der Schlacht bei Marathon geworden war. (Sogenannte „Hysterische Kriegsblinde“ traten in hoher Zahl im Ersten Weltkrieg 1914–1918 auf.)
Erasmus von Rotterdam griff das Zitat von Pindar auf und veröffentlichte 1517 seine Antikriegsschrift Die Klage des Friedens; er war auch einer der Ersten, der dementia (lateinisch für „Wahnsinn“) als psychische Kriegsfolge erwähnte.

### Dreißigjähriger Krieg
Der Dreißigjährige Krieg von 1618 bis 1648 wurde früh als Kollektives Trauma gedeutet. Zum ersten Mal wurden Kriegsgräuel dokumentiert, zu denen auch schon die Massenvergewaltigung von Frauen und eine Vorform des Waterboarding („Schwedentrunk“) gehörten. In seinen „The Lamentations of Germany“ (de: Die Wehklagen von Deutschland) beschrieb 1638 der Brite Philip Vincent die Foltermethoden der Landsknechte im Dreißigjährigen Krieg. In den belagerten Städten wie auf dem ausgeplünderten Land kam es nach dem Krieg auch zu Kannibalismus, wie Hans Heberle in seinem „Zeytregister“ dokumentierte.
1983 stellte der Historiker Arthur E. Imhof fest, dass diese Schreckenszeit die Einwohner vieler Ortschaften nachhaltig traumatisiert habe.

„Vergleiche mit den Kriegen des 20. und 21. Jahrhunderts lassen vermuten, dass die Menschen dadurch stark traumatisiert wurden. Doch die überlieferten Berichte geben dafür erstaunlicherweise keine direkten Belege. Wahrscheinlich bot der Glaube Möglichkeiten, mit der Krise umzugehen. Die Bedeutung kultureller Erklärungsmuster für die Traumaverarbeitung ist allerdings bislang noch kaum erforscht.“

Es wird versucht dieses „Kollektive Trauma“ als Vorgeschichte eines „Deutschen Sonderwegs“ zu sehen, der letztlich in den Nationalsozialismus gemündet habe, wie es u. a. von Helmuth Plessner postuliert wurde.
Das bekannteste Beispiel einer literarischen Verarbeitung dieser Zeit stellt Bertolt Brechts Stück „Mutter Courage und ihre Kinder“ von 1938/39 dar, welches deutlich macht, dass die Verrohung und Zerstörung des Menschen durch die Gewalt überall und zu jeder Zeit möglich ist.

### Amerikanischer Bürgerkrieg
In dieser kriegerischen Auseinandersetzung (1861–1865) wurden zum ersten Mal Soldaten registriert, die auf Grund ihrer psychischen Verfassung nicht mehr kampffähig waren. Solche Diagnosen wurden aber nur selten gestellt und bildeten kaum dokumentierte Ausnahmen.
Symptome in Richtung einer heutigen PTBS-Diagnose waren auch schon bekannt und wurden als „irritable heart“ (de: nervöses Herz) aber vor allem als „soldiers heart syndrome“ (de: Soldatenherz-Syndrom) bezeichnet. Die Herzprobleme verschwanden häufig, wenn die Soldaten nicht mehr der belasteten Situation ausgesetzt waren, wie der US-amerikanische Arzt Jacob Mendes Da Costa 1871 nachträglich feststellte. DaCosta hatte die Fälle untersucht, um sie von anderen Herzsyndromen abzugrenzen (Da-Costa-Syndrom siehe Cardiophobie).
Die Veränderung von Denken und Handeln mit einer veränderten Wahrnehmung der Reaktionszeit schildert der US-amerikanische Autor und Kriegsteilnehmer Ambrose Bierce sehr eindringlich in seinen Erzählungen und Kurzgeschichten aus dem Amerikanischen Bürgerkrieg.

### Deutsch-Französischer Krieg
Der Deutsch-Französische Krieg (1870/71) hat eine ähnliche Datenlage. Lediglich 13 registrierte Fälle von kampfunfähigen Soldaten liegen vor. Was mit ehemaligen Soldaten nach ihrer Dienstzeit passierte, spielte – wie im Amerikanischen Bürgerkrieg auch – keine Rolle.

„Es hat etwas Gefühlskaltes, wenn man an einem Fernglas stehend sieht, wie Männer in Stücke zerfetzt werden oder wie sie ihre zerschmetterten Körper an sichere Orte schleppen, sich weit von jeder Hilfe auf dem Boden winden. Es ist nicht angenehm, nur Zuschauer solchen Geschehens zu sein.“

### Erster Weltkrieg: „Kriegszitterer“
Einige Symptome waren bereits im Ersten Weltkrieg (1914–1918), u. a. auch in der deutschen Reichswehr aufgefallen. Als Kriegszitterer wurden Soldaten bezeichnet, welche an „Kriegsneurosen“ (insbesondere „psychogenen Bewegungsstörungen“) litten.
Die meisten Patienten wiesen einen Tremor auf. Sie zitterten unkontrolliert (daher der Name), konnten weder sich selbst auf den Beinen halten noch ein Gewehr bedienen, verweigerten die Nahrungsaufnahme und hatten vor alltäglichen Gegenständen wie z. B. Mützen oder Schuhen panische Ängste.

„Die Generation von 1914 ist gestorben im Krieg, auch wenn sie seinen Granaten entkam.“

Den Betroffenen wurde häufig Hysterie oder ähnliches diagnostiziert. Der Terminus Posttraumatische Belastungsstörung war zu diesem Zeitpunkt noch völlig unbekannt. Eher galt man schnell als Deserteur bzw. Fahnenflüchtiger.
Der Grafiker und Künstler George Grosz (u. a. Christus mit der Gasmaske) sei beispielsweise nach eigener Angabe 1917 fast erschossen und nur durch die Intervention von Harry Graf Kessler gerettet worden. Er wurde stattdessen in eine Nervenheilanstalt eingewiesen und am 20. Mai 1917 als „dienstunbrauchbar“ entlassen.
Behandelt wurden Kriegszitterer auch oft mit einer heute umstrittenen Art von Elektrotherapie („Überrumpelungstherapie“). Auch Suggestion, Hypnose, Deprivation mit wochenlanger totaler Isolierung, Nahrungsentzug, tagelange Dauerbäder, Scheinoperationen wurden angewendet. Bei der sogenannten „frontnahen Behandlung“ wurden Betroffene in „Bettnässer-Kompanien“ verbracht und im Fronteinsatz einem „Durchhaltezwang“ (Kurt Schneider) unterworfen.
Auf dem V. Internationalen Psychoanalytischen Kongress der Internationale Psychoanalytische Vereinigung in Budapest vom 28. und 29. September 1918 wurden die Beobachtungen als Kriegsneurose thematisiert. Die Beiträge stammten von Sigmund Freud, Sándor Ferenczi, Karl Abraham, Ernst Simmel und Ernest Jones.
Im Sinne einer Psychopathographie Adolf Hitlers wird heute spekuliert, inwieweit ein Kriegstrauma zu Adolf Hitlers destruktivem Charakter beigetragen haben oder sogar hauptverantwortlich für ihn gewesen sein könnte. Dazu hat z. B. Gerhard Vinnai 2004 Hitlers Buch Mein Kampf analysiert.

### Bomb Shell Disease
Bei den Alliierten etablierten sich für die Krankheit die Bezeichnungen Bomb Shell Disease oder Shell Shock sowie das Adjektiv shell shy.
Es wurde angenommen, dass die Druckwellen von Explosionen die Gehirne der Soldaten an ihre Schädelwände pressen und somit beschädigen könnten.
Das Pfeifen der Granaten während ihres Fluges oder allgemeines Kampfgeschehen könnte des Weiteren eine Konditionierung auf Grund von gefühlter Hilflosigkeit auslösen, welche zu Panik oder völligem Erstarren führt. Bei letzterem sprechen die US-Amerikaner seit 1944 auch vom Two Thousand Yard Stare (en: 2000-Yard-starren), wenn der betroffene Soldat bewegungslos und nicht ansprechbar ins Nichts blickt, ohne dabei etwas zu fokussieren.
Es soll der englische Psychologe und Sanitätsoffizier Charles Samuel Myers gewesen sein, der den Begriff Shell Shock durch einen Artikel im The Lancet 1915 prägte. Seine ausführliche Darstellung dieses Zustandes, der auch als Kriegsneurose bekannt wurde, veröffentlichte er erst 1940.

### Deutsches Reich (1933–1945)
Nachdem in der NS-Zeit durch ein Gesetz vom 3. Juli 1934 seelische Erkrankungen grundsätzlich nicht mehr als Folge erlittener Kriegstraumata anerkannt wurden, wurden schließlich im Rahmen der NS-Krankenmorde zwischen 4000 und 5000 psychisch kranke Veteranen des Ersten Weltkriegs umgebracht.
Im Zweiten Weltkrieg traten andere Symptome der Erkrankung in den Vordergrund, wie insbesondere Magen-, Darm- sowie Herz- und Kreislauferkrankungen. In der Wehrmacht sprach man von „Magen-Bataillonen“, wie u. a. bei der 70. Infanterie-Division, in denen Soldaten mit entsprechenden psychosomatischen Leiden zusammengefasst wurden. Diese wurden dann oft hinter den Frontlinien eingesetzt, dienten aber auch als Kanonenfutter.
Waren die Kampfbedingungen ähnlich wie im Ersten Weltkrieg, wie insbesondere bei der Schlacht um Stalingrad, traten auch wieder die Symptome der „Kriegszitterer“ auf.

### Okinawa
In der Schlacht um Okinawa vom 1. April bis 30. Juni 1945 verloren die japanischen Verteidiger auf Okinawa vermutlich etwa 100.000 (mindestens 66.000) Soldaten und 42.000 Zivilisten. Die angreifenden US-Truppen zählten hinterher rund 7.600 Tote und 37.000 Verwundete.
Dazu kamen bei den Amerikanern etwa 26.000 „andere Erkrankungen“, die vor allem psychischer Art waren und etwa 10.000 Soldaten, die als so erschöpft galten, dass sie nur noch als bedingt einsatzbereit gewertet wurden.
Während des Zweiten Weltkrieges wurden 504.000 Mann des amerikanischen Heeres (exklusive Marine und Luftwaffe) aufgrund psychischer Probleme kampfunfähig.

### Nachkriegszeit

#### Partisanenkrankheit
Zuerst dokumentiert wurden die spezielle Form eines Kriegstrauma bei demobilisierten jugoslawischer Partisanen kurz nach Ende des Krieges durch den Psychoanalytiker Hugo Klajn, die von den Ärzten als „Kozara-Psychose“ diagnostiziert wurde; im unzugängigen Kozara war es auch nach 1942 (Kozara-Schlacht) immer wieder zu Kämpfen der Partisanen mit deutschen, kroatischen und ungarischen Besatzungstruppen gekommen. Von den Soldaten selbst, überwiegend junge Bauernkinder (1/3 Frauenanteil), wurde das Ganze als „Kampf-Anfall“ erlebt und von der Zivilbevölkerung als Partisanenkrankheit bezeichnet. Im Oktober 1945 sollen davon 3000 Personen betroffen gewesen sein, schreibt Klajn in seinen Aufzeichnungen, die erst 1955 im Belgrader Militärverlag (Hugo Klajn: Ratna neuroza Jugoslovena) erschienen und nahelegen, dass aufgrund bestimmter historischer, sozialer und politischer Umstände die Kriegsneurosen sich anders dargestellt haben als in anderen Armeen der beiden Weltkriege.
Der Schweizer Psychologe Paul Parin befand sich von Herbst 1944 bis zum Sommer 1946 im damaligen Jugoslawien. Mit seinem Buch Es ist Krieg und wir gehen hin lieferte er ein weiteres Dokument zu Posttraumatischen Belastungsstörungen bei den dortigen Partisanen und von der auf dem Höhepunkt bis zu 100.000 Menschen betroffen gewesen sein sollen. Parin stellt fest, dass es sich um „hysterische Anfälle“ handele, in denen der Betroffene ohne ersichtlichen Anlass in einer Art Trancezustand plötzlich beginnt, Situationen aus dem Partisanenkampf zu inszenieren. War der Anfall vorbei, erinnere sich der Betroffene an nichts, berichtet Parin, der 150–200 Anfälle selbst beobachtet haben will.
(Ähnliche Anfälle hatte Nadeschda Jakowlewna Mandelstam bereits 1922 zusammen mit ihrem Mann auf dem Weg nach Suchumi beobachtet, als sie auf einem Schiff auf viele Leichtverwundete traf. Die Schweizer Ärztin Ursula Hauser traf nach dem Ende des Bürgerkriegs in Nicaragua auf Angehörige der Miskito, die als Kämpfer ab 1977 für beide Konfliktparteien tätig gewesen und vergleichbaren Flashbacks ausgeliefert waren.)

#### Kriegsheimkehrer
Das Ausmaß der Kriegstraumata war in Deutschland nach 1945 bei vielen tabuisiert. In der Regel sprachen Kriegsheimkehrer mit keinem Wort über ihre persönlichen Kriegserlebnisse und Leiden.
Als z. B. der Schriftsteller Bernhard Schulz 1946 seinen Text „Bleistiftumriss eines Auferstandenen“ veröffentlichen wollte, in dem er erstmals auch sein Kriegstrauma schilderte, wurde dieser als zu brutal abgelehnt.
Noch seltener sprachen Heimkehrer über Kriegsverbrechen, die auch von der Wehrmacht verübt worden waren. Dieses Schweigen über Verbrechen der Wehrmacht gehört zum gleichen Komplex der „Kollektiven Verdrängung“, der noch stärker bei der Aufarbeitung von Antisemitismus, Judenverfolgung und Holocaust beobachtet wurde. Niemand hatte etwas gewusst, keiner etwas getan oder nur Befehle ausgeführt. Die Mehrheit der Kriegsheimkehrer praktizierte offensichtlich die gleiche „ostentative Ahnungslosigkeit“ (Peter Longerich), wie die Gesamtbevölkerung bezogen auf die Judenverfolgung.
1,1 Millionen deutsche Soldaten kehrten sogar erst später (die letzten 1955) aus sowjetischer Kriegsgefangenschaft zurück und waren offenbar spätestens dort durch die Umstände der Gefangenschaft traumatisiert worden. Soldaten der Roten Armee, soweit sie die Gefangenschaft überhaupt überlebt hatten, kamen zwar sofort nach Kriegsende frei, aber Stalin behandelte diese Heimkehrer wie Verräter und verfolgte sie.

#### Old sergeant's syndrome
In Großbritannien tauchte nach dem Zweiten Weltkrieg die Bezeichnung Old sergeant's syndrome (OSS) auf, welche eine dysfunktionale Stressphase beschreibt. Der Name nimmt Bezug auf die Beobachtung, dass sich vornehmlich ältere Soldaten anfällig für diese Störung zeigten.
Die einzige vereinzelt zitierte wissenschaftliche Studie wurde 1949 veröffentlicht.

#### Kriegskinder
Neben Soldaten im Fronteinsatz werden und wurden insbesondere Kinder aufgrund ihres noch nicht voll ausgereiften Nervensystems (Stephen Porges) traumatisiert. Die Bedürfnisse und Nöte der Kriegskinder finden in den Kriegswirren oft keine Beachtung, da die Aufmerksamkeit auf das eigene Überleben und die Einsatzfähigkeit der Soldaten und deren Symptomatik gerichtet ist. Die Langzeitfolgen von Kriegstraumatisierungen in der Kindheit können sich auch erst ab dem 60. Lebensjahr als PTBS-Spätmanifestation zeigen, wenn das Altern zusätzliche Belastungen (z. B. Berentung, Kinder verlassen das Haus, Tod des Lebenspartners) mit sich bringt. Noch im 21. Jahrhundert wird Psychotherapie für Kriegstraumakinder des Zweiten Weltkriegs gesucht und angeboten. Selbst auf die Nachfolgegeneration (unbewusst) weitergegebene Kriegstraumata wurden festgestellt.
Michael Ermann (Leiter der Abteilung Psychotherapie und Psychosomatik der Psychiatrischen Universitätsklinik München) stellte 2009 eine Studie zum Thema „Kriegstrauma bei Kriegskindern“ fertig. Die bislang (Stand 2010) größte Studie zum Thema Kriegskindheit ergab u. a.:
- Kriegskinder leiden bis heute weit häufiger unter psychischen Störungen wie Ängsten, Depressionen und psychosomatischen Beschwerden als der Bevölkerungsdurchschnitt.
- Rund ein Viertel der befragten Kriegskinder zeigte sich stark eingeschränkt in der psychosozialen Lebensqualität.
- Jeder Zehnte war traumatisiert oder hatte deutliche traumatische Beschwerden, z. B. wiederkehrende, sich aufdrängende Kriegserinnerungen, Angstzustände, Depressionen und psychosomatische Beschwerden wie Krämpfe, Herzrasen und chronische Schmerzen.

### Algerienkrieg
Im Algerienkrieg wurden zwischen 1954 und 1962 viele französischen Soldaten entsendet, um die Unabhängigkeit Algeriens von Frankreich zu verhindern. In der asymmetrischen Kriegsführung griff die FLN auch zu terroristischen Mitteln, die überlegene französische Armee zur Folter.

„Das Besondere dieses Krieges ist es, dass er psychologisch im Nicht-Gesagten fortwirkte. Erst 1999 wurde offiziell gestattet, die militärischen Aktionen in Algerien auch tatsächlich Krieg zu nennen. Man konnte vorher über das, was dort passierte, nicht sprechen oder schreiben, ohne die Unmöglichkeit zu thematisieren, die Dinge beim Namen zu nennen. Gleichzeitig waren die Leute nicht fähig, auf Dauer alles für sich allein zu behalten. Das Trauma, das der Algerienkrieg geschaffen hat, muss für mich in der Sprache sichtbar werden. Es geht dabei um eine doppelte Verletzung.“

Frantz Fanons Schlussfolgerungen aus dem Krieg in Algerien mündeten in seinem Werk Die Verdammten dieser Erde (1961); welches als grundlegendes Werk der Dekolonisation gilt. Fanon verarbeitet darin seine Erfahrungen sowie Gespräche und Berichte, welche er von anderen Widerstandskämpfern der FLN erhielt.

### Post Vietnam Syndrom
Der Vietnamkrieg (1964–1975) stellt eine Zäsur dar, weil zum ersten Mal das Phänomen als „combat stress“ wahrgenommen und systematisch erfasst wurde. Die Bezeichnung „Post Vietnam Syndrome“ wurde 1972 vom Psychiater Chaim Shatan geprägt.
Als Begriff und Diagnose wurde die Posttraumatische Belastungsstörung (PTBS) zuerst von Ann Wolbert Burgess und der Soziologin Lynda Lytle Holmstrom im Jahr 1974 – allerdings nicht speziell für Soldaten – erstellt. Bald fiel auf, dass die Symptome der Vietnamsoldaten mit dem Krankheitsbild PTBS überwiegend deckungsgleich waren. Auch die Öffentlichkeit konnte das Phänomen nicht mehr übersehen, da viele Kriegesveterane zu Obdachlosen geworden waren, weil ihnen ihr eigenes Leben völlig entglitten war.
Audie Murphy (1925–1971), der höchstdekorierte US-Soldat des Zweiten Weltkriegs, litt ebenfalls seit seinen Kampfeinsätzen an einem Kriegstrauma. Er setzte sich für die Belange von US-Militärveteranen ein (z. B. heimkehrende Koreakrieg- und Vietnamkrieg-Soldaten) und brach schließlich das Tabu, öffentlich über die Kausalität von Militäreinsätzen und psychischen Schäden zu sprechen.

### Falklandkrieg
Auch im Falklandkrieg 1982 und danach konnten Kriegstrauma von britischen und argentinischen Soldaten und Veteranen beobachtet werden. Mehrere Studien zeigen, dass nach dem Krieg bei etwa einem Fünftel der britischen Soldaten Symptome von PTBS auftraten, dies später aber nur selten zu einem „unnormalen Leben“ (en: „abnormal life“) führte.
Eine Gruppe von 2.000 Veteranen, unter denen sich auch eine Anzahl Soldaten befanden, die auf den Falklandinseln gewesen waren, klagte im Jahr 2002 gegen das Verteidigungsministerium des Vereinigten Königreichs mit dem Vorwurf keine adäquate medizinische oder psychologische Versorgung bei schweren Posttraumatischen Belastungsstörungen erhalten zu haben. Die Klage kam 2003 bis vor das Oberste Gericht (High Court of Justice), das die Klage jedoch abwies.

### Sowjetische Intervention in Afghanistan
Von der sowjetischen Intervention in Afghanistan (1979–1989) liegen bis heute keine Zahlen über Verwundete oder Tote und über traumatisierte Soldaten vor. Viele der eingesetzten Soldaten waren wehrpflichtige Jugendliche. Eine Aufarbeitung ist auf Grund der damaligen Geheimhaltung und Zensur, die alle militärischen Angelegenheiten umgab, weder damals noch bisher erfolgt. Ähnlich wie nach dem Vietnamkrieg der US-Amerikaner stieg der Drogenkonsum im Heimatland rasant an. Die gescheiterte Intervention mit seinen enormen Kosten beschleunigte letztendlich den Prozess der Auflösung der Sowjetunion.

### Golfkriegssyndrom
Das Golfkriegssyndrom (en: Gulf War syndrome, Gulf War illnesses) ist ein medizinischer Begriff, der ebenfalls eine Summe von Krankheiten zusammenfasst, die erstmals 1991/92 bei den heimgekehrten Soldaten des Zweiten Golfkrieges (Kuwait und Irak) beobachtet wurde und nicht ausschließlich auf eine Posttraumatische Belastungsstörung zurückgeführt werden kann.
Inwieweit auch die Verwendung von Uranmunition, die Vernichtung chemischer Waffen oder brennende Ölquellen Ursachen darstellen, ist bis heute nicht abschließend geklärt. Auch die vorsorglichen Impfungen, vorsorgliche Behandlungen mit Medikamenten, insbesondere Pyridostigminbromid gegen die Wirkung von chemischen Waffen und der Einsatz von Insektiziden und Repellents, gerieten ebenfalls als auslösende Faktoren in den Fokus.
Da der ursächliche Zusammenhang der Symptome mit den militärischen Operationen nur schwer belegbar war, wurde das Golfkriegssyndrom von der US-Regierung und der britischen Regierung zunächst bestritten.

### Auslandseinsätze der Bundeswehr
Todesfälle der Bundeswehr bei Auslandseinsätzen gibt es, seit die deutsche Bundeswehr ab 1992 bewaffneten Auslandseinsätze unternimmt. Bis 21. Oktober 2019 kamen 114 Bundeswehrangehörige (Soldaten) nach Angaben der Bundeswehr ums Leben. Davon fielen 37 durch Fremdeinwirkung und 22 starben durch Suizid.
Nachdem 2008 zwei Filme erschienen, die das Syndrom Kriegstrauma im Zusammenhang mit dem Kriegseinsatz in Afghanistan thematisieren (Nacht vor Augen und Willkommen zu Hause), fordern Politiker des Deutschen Bundestages, dass die Betreuung von betroffenen Soldaten gestärkt und weiterentwickelt werden soll. Der damalige deutsche Bundesverteidigungsminister Franz Josef Jung (CDU) bedankte sich in der Debatte bei der ARD für die Ausstrahlung des Films Willkommen zu Hause.
Die genaue Zahl von Betroffenen war öffentlich nicht bekannt. Ausgelöst durch eine Kleine Anfrage im Bundestag durch die Fraktion der Partei Die Linke hat das Bundesministerium der Verteidigung genauere Zahlen veröffentlicht. Im Jahr 2013 wurden 602 traumatisierte Soldatinnen und Soldaten psychiatrisch behandelt und die Zahl stieg an auf 1006 (2019) und 1116 (2020). In den ersten fünf Monaten 2021 waren 762 Einsatzkräfte betroffen. Die Zahl der diagnostizierten psychischen Störungen soll 2011 301 betragen haben und zwischen 2017 und 2020 von 274 auf 389 gestiegen sein. Für das laufende Jahr 2021 gab das Ministerium die Zahl mit 150 an.

## Adaptionen

### Bildende Kunst
- 1944: Two Thousand Yard Stare, Gemälde des Kriegsmalers Thomas C. Lea, das dieser 1944 nach der Schlacht um Peleliu anfertigte. Das Bild zeigt das frontale Porträt eines Soldaten nach der Schlacht, dessen starrer Blick den Betrachter zu durchdringen scheint. Nach der Veröffentlichung des Bildes im Life Magazine wurde der Titel des Gemäldes zum Synonym für den Gesichtsausdruck und unfokussierten Blick eines traumatisierten und erschöpften Soldaten, der heute als Symptom für eine Posttraumatische Belastungsstörung (PTBS) gilt.[53]
- 1970er: Der niederländische Maler und Bildhauer Jacques Kopinsky (1924–2003) war in den 1970er Jahren mit seinem Kriegstrauma bei dem bekannten Psychiater Jan Bastiaans in Behandlung. Dieser motivierte ihn, die Bilder der Vergangenheit künstlerisch zu verarbeiten.

### Darstellende Kunst

#### Filme
- 1918: Dem Licht entgegen ist ein deutscher Stummfilm von Georg Jacoby. Ein Soldat wird während des Krieges in seinem Unterstand verschüttet und droht zu ertrinken. Er wird gerettet, erblindet aber vorübergehend, da er eine Kriegsneurose erlitten hat.
- 1951: Höllenreiter der Nacht: Der US-amerikanische Luftwaffenpilot Major Tom West hat bei einem vorherigen Einsatz ein Trauma erlitten. Seitdem ist er nervlich zerrüttet und gilt unter seinen Kameraden als Feigling.
- 1962: Sonntage mit Sybill: Pierre (Hardy Krüger) ist Kriegsinvalide und durch den Tod eines vietnamesischen Kindes traumatisiert, welches ums Leben kam, als er mit seinem Bomber notlanden musste. Er freundet sich in der französischen Heimat mit einem jungen Mädchen an. Die platonische Beziehung wird aber von der Umgebung missverstanden und Pierre letztendlich durch die Polizei erschossen. Der Film erhielt 1963 den Oscar als Bester internationaler Film.
- 1969: Ryans Tochter, britisches Melodram: Die Filmfigur Randolph Doryan wird nach Irland versetzt, um sein Kriegstrauma auszukurieren, und dort in den irischen Aufstand von 1916 (Osteraufstand) verwickelt.
- 1970 Catch-22 – Der böse Trick: Der US-amerikanische Film thematisiert den Stress der Besatzungen einer Bomberstaffel während des Zweiten Weltkrieges anhand des immer grotesker werdenden Verhaltens der Beteiligten. Schlüsselszene ist ein wiederkehrender traumatischer Flashback der Hauptfigur John Yossarián in eine schwerbeschädigte Maschine auf dem Rückflug mit dem Dialog: „Hilf ihm!.....Hilf dem Bombenschützen!“. „Aber das bin ja ich! Ich bin der Bomberschütze“ – „Dann hilf ihm!“ – „Mir geht es gut.“
- 1979: Apocalypse Now: Der US-amerikanische Antikriegsfilm schildert einen Höllentrip durch die Absurditäten eines sinnentleerten Krieges und offenbart die Abgründe der menschlichen Seele. Die Hauptfigur Captain Willard zeigt aus heutiger Sicht bereits von Beginn an selbst Symptome eines Kriegstraumas und bleibt damit im Film nicht der Einzige.
- 1982: Rambo: In dem US-amerikanischen Film wird der Vietnam-Veteran während seiner Reise zu Fuß von einem Sheriff aufgegriffen. Von den Hilfssheriffs physisch misshandelt und gedemütigt, werden in dem ehemaligen Green Beret traumatische Erinnerungen an seine Zeit als Kriegsgefangener in Vietnam wach. Er befreit sich gewaltsam und die Lage gerät außer Kontrolle. In einem Monolog am Ende des Films beschreibt Rambo, wie er es nach dem Krieg nicht schaffte, sich in der Gesellschaft zurechtzufinden, die ihm keine Chance mehr gab. Er schildert, wie er unter den schrecklichen Ereignissen des Krieges immer noch leide.
- 1985: Trio mit vier Fäusten: In der Folge Kriegstrauma (2. Staffel; 12 Folge) erleidet die Krankenschwester Peggy einen Flashback, da sie in Vietnam traumatisiert worden war, und verschwindet zunächst spurlos.
- 1989: Geboren am 4. Juli: Die verfilmte Autobiografie von Ron Kovic ist eine als kathartische Entwicklungsgeschichte angelegte Auseinandersetzung mit dem Trauma Vietnam, in der dargelegt wird, wie Kovic nicht nur körperlich, sondern auch seelisch im Krieg verwundet wurde.
- 1990: Werner – Beinhart!; wie im Original-Comic seit 1981 wird in der Verfilmung ein Kriegstrauma als Running Gag eingesetzt; Klempner-Meister Röhrich erleidet regelmäßig Flashbacks und fabuliert dabei in Variationen „Ich glaub' die Russen kommen.“. Die Entstehung des Traumas wird nicht aufgelöst.
- 2008: Lille soldat: In dem dänischen Filmdrama kehrt die Soldatin Lotte aus einem Einsatz im Irak zurück und hat neben den daraus resultierenden Eingliederungsschwierigkeiten auch mit ihrem persönlichen Umfeld zu kämpfen. Sie wird u. a. von ihrem Vater verprügelt, der Bordellbesitzer ist. Ob Lotte ihr Kriegstrauma ablegen kann, bleibt im Film offen.
- 2008: Willkommen zu Hause: Ein Zeitsoldat wurde in Afghanistan Augenzeuge beim Tod eines Freundes durch ein Bombenattentat.
- 2008: Nacht vor Augen: Ein junger Zeitsoldat kehrt nach einem Auslandseinsatz in Afghanistan ins Zivilleben traumatisiert zurück. Zunächst verweigert er eine Therapie, aber sein soziales Verhalten eskaliert zunehmend.
- 2013: Unsere Mütter, unsere Väter: In der deutschen Miniserie über den Zweiten Weltkrieg wird die Filmfigur Wilhelm durch den Einschlag einer Panzerfaust kampfunfähig und irrt äußerlich unverwundet herum, was ihm als Fahnenflucht ausgelegt wird. Die Todesstrafe wird in eine Versetzung in ein Strafbataillon umgewandelt. Sein Bruder, eigentlich der sensiblere von beiden, entwickelt sich nach einer Verwundung immer mehr zu einer verrohten Kampfmaschine.
- 2013: Close Enough – Zum Greifen Nah: Das Kurzfilm-Drama thematisiert das Kriegstrauma einer Frau durch eine Vergewaltigung während des Krieges in Bosnien.
- 2014: Warschau ’44: Der polnische Kriegsfilm thematisiert den Warschauer Aufstand im Jahr 1944. TV Spielfilm bewertete den Film, der mehrere polnische Filmpreise erhielt, als „Kriegstrauma in Hochglanzoptik“. Nach dem Scheitern des Aufstandes rettet sich die Hauptfigur Stefan auf eine Flussinsel in der Weichsel, wo er sich die Gegenwart seiner gefallenen Freundin Ala herbei-halluziniert.
- 2017: Babylon Berlin: Gereon Rath, die Hauptfigur der Krimiserie, ist Kriegszitterer, hält dieses aber geheim, indem er die Symptome mit Morphin unterdrückt.

#### Oper
- 2014: Shell Shock, A Requiem of War ist eine Oper oder ein „Tanz-Oratorium“ von Nicholas Lens mit einem Libretto von Nick Cave. Der Text lässt in den zwölf Gesängen anonyme Opfer des Krieges selbst zu Wort kommen, darunter Soldaten, Deserteure, Überlebende, Krankenschwestern und Angehörige.

#### Theater
- 1597: Heinrich IV., Teil 1: William Shakespeare lässt in diesem Historiendrama die Lady Percy in einem Monolog darüber klagen, dass ihr Mann nach einer Schlacht an Schlaflosigkeit leiden würde und das Leben nicht mehr genießen könne, was aus heutiger Sicht als Darstellung eines Kriegstrauma gesehen wird.[9]
- 1922: In seiner Tragödie Die letzten Tage der Menschheit dokumentiert Karl Kraus u. a. auch die Behandlung traumatisierter Soldaten durch Elektroschocks. Ziel sei gewesen, dass ein als Simulant und Drückeberger angesehener „Kriegszitterer“ den Schützengraben einem Aufenthalt im Sanatorium vorziehen sollte.
- 1929: Erwin Piscator veröffentlicht sein Manifest Das politische Theater, mit der er die inneren Schrecken des Krieges in eine totale Reform des Theaters verwandeln wollte.[54][55] Die Umsetzung hatte 1927 begonnen, dauerte bis 1931 und wird heute als Piscator-Bühne bezeichnet.
- 1996: Necessary Targets: A Story of Women and War ist ein Theaterstück der New Yorker Theaterautorin Eve Ensler und behandelt insbesondere das Thema Kriegstrauma und dessen Therapie.

### Musik
- 1985: Paul Hardcastle; mit seiner Single 19 war er Nummer-eins-Hit in 13 Ländern. Den Electro-Funk-Rhythmus kombinierte Hardcastle mit Sprachsamples aus einer Fernsehdokumentation von William Coutourie und Jonas McCord. Peter Thomas, der Sprecher der Dokumentation, zeigte sich zunächst wenig begeistert von der Übernahme seiner gesprochenen Passagen, gab aber sein Einverständnis:

„According to a Veteran's Administration study Half of the Vietnam combat veterans suffered from what Psychiatrists call Post-Traumatic-Stress-Disorder.“

- 2013: im Musikvideo The Wrong Side of Heaven thematisiert die US-amerikanische Metal-Band Five Finger Death Punch die Schwierigkeiten von US-Veteranen, sich wieder in das Zivilleben zu integrieren. Im Abspann wird eine Liste mit Organisationen gezeigt, wo betroffene Personen Hilfe finden können.

### Dokumentationen
- 2010: Der Krieg bleibt – Die schwierige Heimkehr vom Hindukusch; Mathis Feldhoff, Uli Gack und Andreas Huppert; ZDF
- 2011: Überlebt, aber traumatisiert: Bundeswehr-Soldaten nach Afghanistan; Konstanze Burkard; WDR
- 2013: Mutter, Ehefrau, Kriegskind; Dorothe Dörholt; WDR
- 2018: Soldaten mit PTBS – Therapien gegen das Trauma; Juliane Möcklinghoff, Maren Höfle; NDR
- 2018: PTBS: Gemeinsam stark – Bundeswehr; Redaktion der Bundeswehr (10/2018 18E19301)
- 2021: Der hohe Preis des Krieges: Die Probleme heimkehrender Soldaten; Katharina Pfadenhauer; BR
- 2021: Krieg im Kopf; Der hohe Preis für den Auslandseinsatz; Andreas Bernhardt und Armin Fausten; RBB, MDR